# سيغفريد راب
سيغفريد راب (بالألمانية: Siegfried Rapp)‏ هو موسيقي وعازف بيانو ألماني، ولد في 1915، وتوفي في 1982.

## وصلات خارجية
- سيغفريد راب على موقع ميوزك برينز (الإنجليزية)
- سيغفريد راب على موقع أول ميوزيك (الإنجليزية)
- سيغفريد راب على موقع ديسكوغز (الإنجليزية)